# Bête Noire
Bête Noire je sedmé studiové album anglického zpěváka Bryana Ferryho. Vydáno bylo v listopadu 1987 společnostmi Virgin Records (UK) a E.G. Records (USA). V Britské albové hitparádě se umístilo na deváté příčce a stalo se zlatým. Spolu s Ferrym jej produkovali Chester Kamen a Patrick Leonard.

## Seznam skladeb
Autory všech skladeb jsou Bryan Ferry a Patrick Leonard, pokud není uvedeno jinak.
1. Limbo – 5:00
2. Kiss and Tell (Ferry) – 4:57
3. New Town (Ferry) – 4:50
4. Day for Night – 5:35
5. Zamba – 3:00
6. The Right Stuff (Ferry, Johnny Marr) – 4:25
7. Seven Deadly Sins (Ferry, Chester Kamen, Guy Pratt) – 5:10
8. The Name of the Game – 5:28
9. Bête Noire – 4:53

## Obsazení
- Bryan Ferry
- David Gilmour
- Johnny Marr
- Neil Hubbard
- Dann Huff
- Chester Kamen
- David Williams
- Bill Rupert
- Abraham Laboriel
- Marcus Miller
- Guy Pratt
- Andy Newmark
- Vinnie Colaiuta
- John Robinson
- Rhett Davies
- Patrick Leonard
- Courtney Pine
- Dan Wilensky
- Mario Abramovich
- José Libertella
- Luis Stazo
- Paulinho da Costa
- Jimmy Maelen
- Albert Sanchez
- Tawatha Agee
- Siedah Garrett
- Fonzi Thornton
- Paul Johnson
- Yanick Etienne
- Michelle Cobbs